# تل تخت

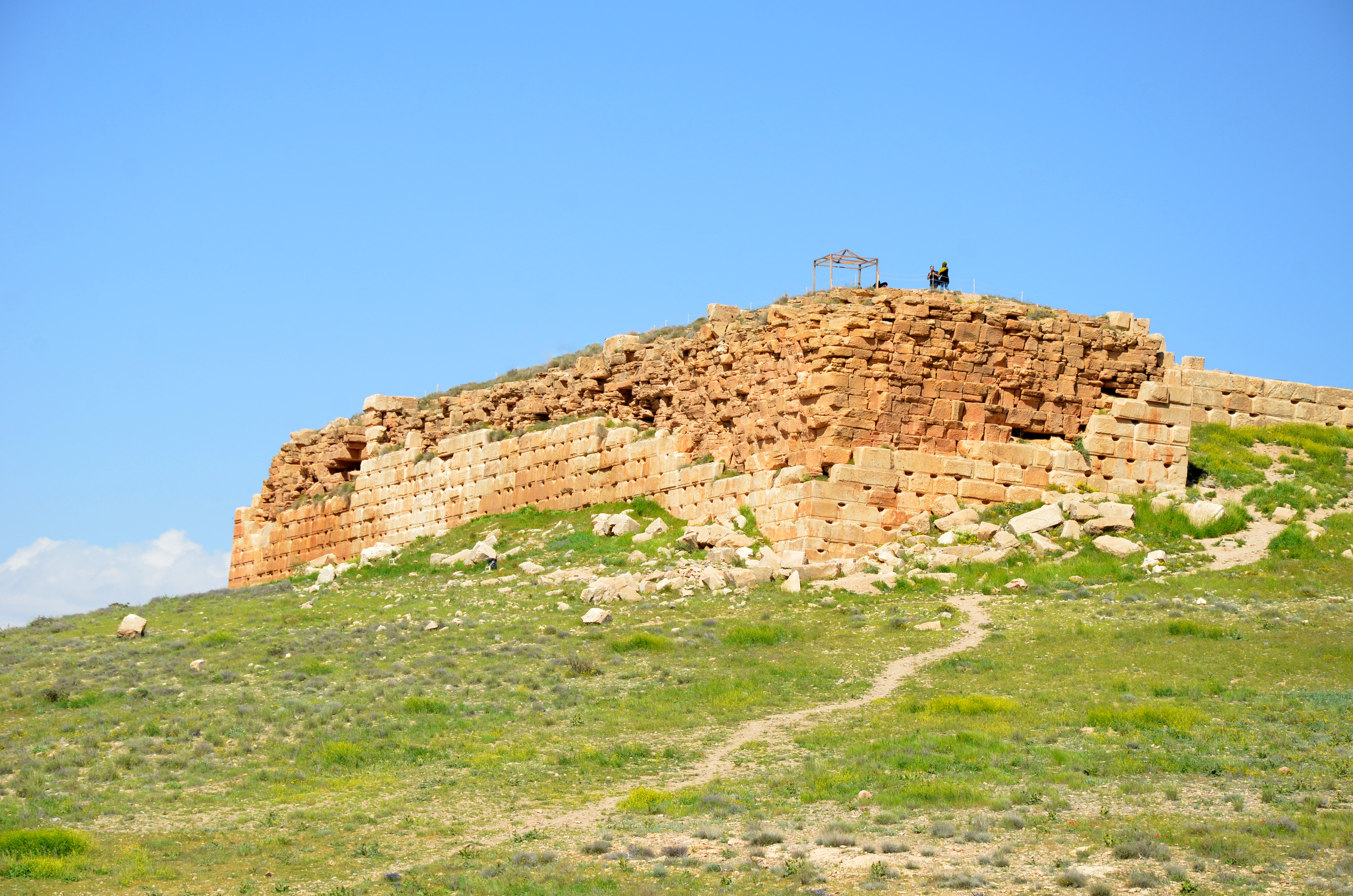

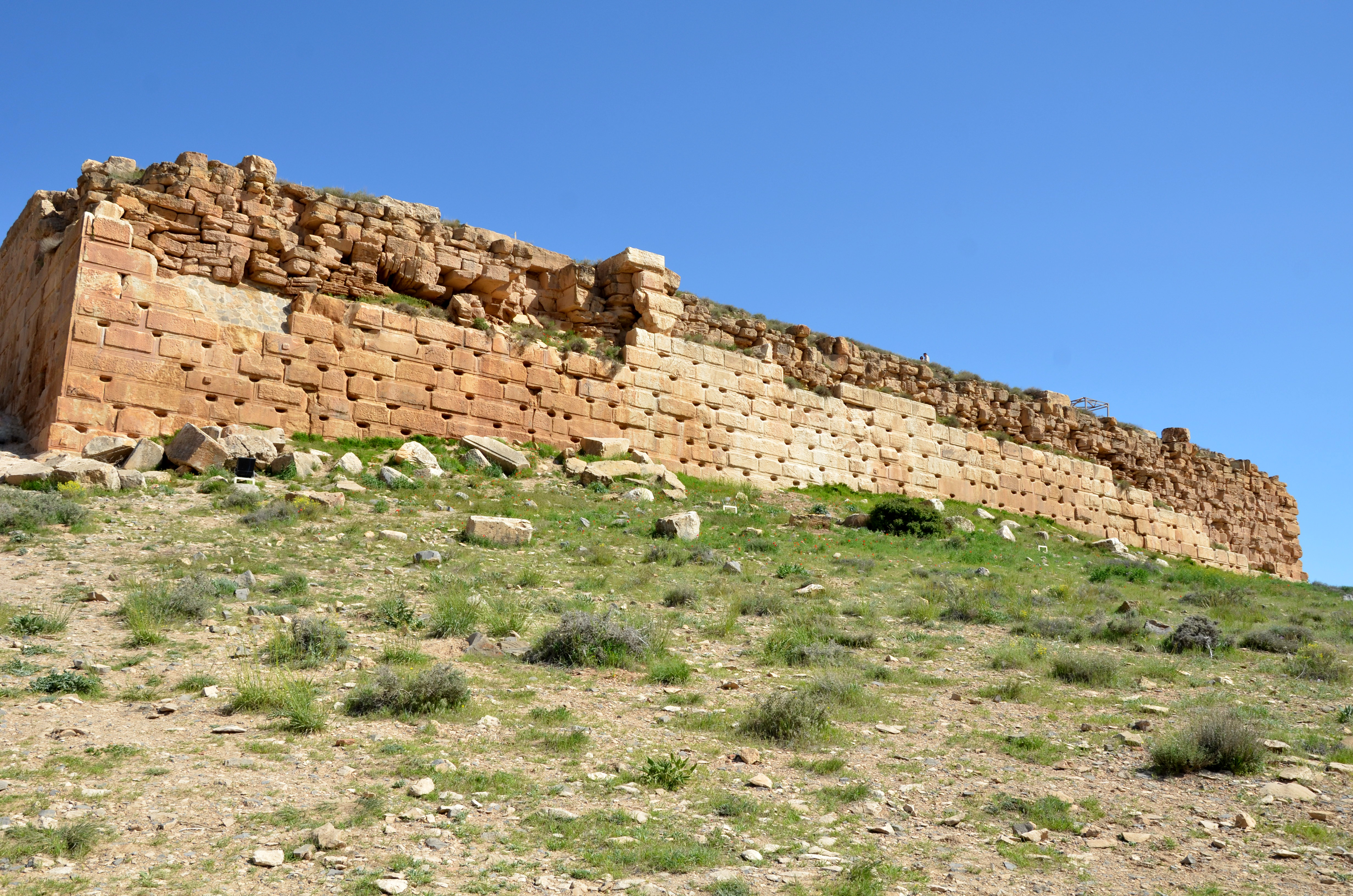

تُل تخت یا دژ داریوش، که به تخت مادر سلیمان هم معروف است، یکی از بناهای محوطه پاسارگاد می‌باشد.
داریوش بزرگ سومین پادشاه هخامنشی که تخت جمشید را بنیان نهاد در حاشیه بنای پاسارگاد دژ تل تخت را بنیان گذاشت که این بنا در محدوده‌ای به وسعت دو هکتار سامان یافته‌است.
تل تخت در زمان ایران باستان به عنوان بنایی تشریفاتی و مذهبی مورد استفاده قرار می‌گرفت و پادشاهان هخامنشی از این بنا با ساخت دژ و برج و بارو حفاظت می‌کردند.
در این دژ تالارهای ستون دار، انبار، اتاق‌ها و سکوهایی بزرگ وجود دارد که بخش عمده‌ای از این بناها در کاوشهای دیوید استروناخ در ۴۰ سال پیش کشف شده‌است.
داریوش بزرگ، سومین پادشاه هخامنشی پس‌ از به قدرت رسیدن، علاوه بر احداث تخت‌جمشید در مرودشت، برخی اقدامات دیگر نیز در پاسارگاد انجام می‌دهد که از آن‌جمله تغییر کاربری بنای باستانی تل‌تخت در شمال پاسارگاد از یک بنای تشریفاتی به دژی مستحکم با وسعت دو هکتار است.
تل‌ تخت در مسیر راه باستانی مناطق مرکزی ایران با ناحیه فارس به عنوان نخستین ایستگاه در محل ورود به پارسه‌کده (ده پارسه یا همان پاسارگاد) و دره بلاغی بنا و سپس در دوره سلوکیان و حکومت محلی ناحیه فارس و دوره اسلامی مسکونی شد.